# Onolbaataryn Khulan
Onolbaataryn Khulan, född 27 juli 1999, är en mongolisk basketspelare. 
Khulan deltog vid olympiska sommarspelen 2020 och var en del av Mongoliets lag som blev utslagna i gruppspelet i tremannabasket.